# Ян Сиґнатор
Ян Сиґнатор  (? - 1525) — луцький міщанин XV-XVI ст., війт Луцька (1501 - 1525).

## Життєпис
5 лютого 1501 р. отримав привілей на луцьке війтівство від великого князя литовського Олександра Ягеллончика. 9 лютого 1501 р. отримав  привілей на с. Ставрово, що належало першим луцьким війтам, з дев’ятьма службами. В 1511 його права на уряд на маєток підтвердив король Сигізмунд I Старий.
Після смерті Яна Сигнатора в 1525 році, його спадкоємці (дружина Софія та доньки) продали луцьке війтівство королеві Боні Сфорці, дружині Сиґізмунда I, за450 кіп лит. гр.